# أيمن صالح فاضل
أيمن بن صالح بن فاضل هو أكاديمي سعودي وعضو في مجلس الشورى السعودي منذ أن تم تعيينه بأمر ملكي في 3 ربيع الأول، 1438هـ الموافق لـ2 ديسمبر 2016م. ولد أيمن فاضل في يوليو 1961 الموافق 27 محرم 1381 هـ بمدينة جدة. يعمل أيمن بن فاضل مشرفاً على كرسي الأمير مقرن بن عبدالعزيز لإدارة الأزمات والكوارث.

## الحياة التعليمية
درس أيمن بن فاضل المرحلة الابتدائية في مدارس الثغر النموذجية بجدة. انتقل بعدها إلى معهد العاصمة النموذجي بالرياض ليستكمل دراسة المرحلة المتوسطة. تخرج من المرحلة الثانوية في مدارس الثغر النموذجية بجدة. في 1983م، تخرج من جامعة الملك عبد العزيز ببكالوريوس في قسم الاقتصاد من كلية الاقتصاد والإدارة. أكمل دراساته العليا في الماجستير والدكتوراه من كلية الإدارة والإحصاء بجامعة ويلز في بريطانيا بتخصص النقود والبنوك. كان موضوع رسالته: دراسة في التكامل النقدي بين دول مجلس التعاون (العملة الخليجية الموحدة).
في سنة 1419هـ عمل كأستاذ مشارك وفي 1437هـ ترقى لمرتبة أستاذ. درس بعدئذ دبلوم في علوم الإدارة من جامعة ويلز ببريطانيا من ضمن دورة ابتعاث جامعة الإمام محمد بن سعود الإسلامية.

## الحياة المهنية
- عضو مجلس الشورى اعتباراً من 3/3/1438هـ[2]
- 1435هـ المشرف على كرسي الأمير مقرن بن عبد العزيز لإدارة الأزمات والكوارث.
- 1434هـ عميد كلية الحقوق «المكلَّف».
- 1434هـ عميد كلية الاقتصاد والإدارة.
- 1433هـ المشرف على كرسي الأمير مشعل بن ماجد للدراسات وأبحاث قضايا التستر التجاري.
- 1433هـ عميد عمادة شؤون الطلاب.
- 2011 رئيس المجلس البلدي لمدينة جدة.
- 2010 رئيس الجمعية الدولية لإدارة الأزمات بالشرق الأوسط.
- 1430 هـ وكيل كلية الاقتصاد والإدارة للدراسات العليا والبحث العلمي.
- 2003 – 2005 م رئيس النادي الأهلي.
- 1420 هـ نائب مدير عام مركز الأبحاث الاقتصاد الإسلامي.
- 13/03/1411 هـ جامعة أم القرى كأستاذ مساعد ورئيس قسم المعلومات والحاسب الآلي بمركز أبحاث الحج.
- 1990 الطيران المدني كمشرف على شعبة الرسوم.
- 13/10/1989 م مدير شعبة التموين والتجارة الخارجية وزارة التجارة فرع جدة.
- 23/8/1403هـ باحث تمويل ثم أصبح مدير السجل التجاري بالنيابة لوزارة التجارة.

## عضويات المجالس واللجان
- عضو جمعية الاقتصاديين الإسلاميين.[2]
- عضو جمعية الاقتصاد السعودية.
- 1992م عضو لجنة تنظيم الدورات لعمادة خدمة المجتمع -جامعة أم الفري.
- 1996 م عضو لجنة يوم المهنة بكلية الاقتصاد والإدارة.
- 1996م عضو لجنة تطوير الوظائف بالكلية.
- 2009م عضو مجلس عمادة الدراسات العليا.
- 2009م عضو مجلس كلية الاقتصاد والإدارة.
- 2010م عضو اللجنة الاستشارية بكلية الاقتصاد والإدارة.
- 2009 – 2011م عضو اللجنة الدائمة للدراسات العليا لطالبات الإشراف المشترك.
- 2009 – 2011م عضو لجنة القبول والتسجيل بعمادة الدراسات العليا.
- 2009 – 2011م عضو لجنة الإشراف على الاعتماد الأكاديمي بالكلية.
- 2009 – 2011م عضو اللجنة الأكاديمية الإشرافية على برنامج الدراسات العليا التنفيذية.
- 2009 – 2011م عضو اللجنة الدائمة للابتعاث والتدريب.
- 2009 – 2011م عضو اللجنة الدائمة للمعيدين والمحاضرين ومدرسي اللغات ومساعدي الباحثين.
- 2010 عضو اللجنة التنظيمية للمؤتمر العلمي الأول لكلية الاقتصاد والإدارة الاقتصاد الوطني: التحديات والطموحات ورئيس اللجنة العلمية لمؤتمر.
- 2010-2011 عضو لجنة التخطيط الإستراتيجي بكلية الاقتصاد والإدارة
- 2011 عضو اللجنة العلمية التنفيذية للندوة العلمية الثانية لكرسي صاحب السمو الملكي الأمير خالد الفيصل لتأصيل منهج الاعتدال السعودي «منهج الاعتدال السعودي: شواهد ومواقف».
- 2011 عضو اللجنة التنظيمية لفعاليات المهرجان الوطني للتراث والثقافة في دورته السادسة والعشرين.
- 2011 رئيس لجنة البحث العلمي بكلية الاقتصاد والإدارة.
- 2000م عضو اللجنة العلمية بمركز أبحاث الاقتصاد الإسلامي رئيس لجنة المناهج بمركز أبحاث الاقتصاد الإسلامي.
- 2001م رئيس لجنة دعم المنح بمركز أبحاث الاقتصاد الإسلامي.
- عضو المجلس العلمي لقسم الاقتصاد -جامعة الملك عبد العزيز.
- 1/1/1413 إلى 13/03/1414 هـ عضو اللجنة العليا للإفادة من لحوم الهدي والأضاحي.
- 2001 م رئيس لجنة الفرز جائزة البنك الإسلامي للتنمية عام.
- 2000م عضو موسوعة من هو لعام.
- 2002م عضو الاتحاد العربي للجو دو.
- 2001-2007م عضو الاتحاد السعودي للجو دو والتايكوندو.
- 2002م عضو الاتحاد الخليجي للجو دو.
- 2005م عضو اللجنة الإشرافية لدورة ألعاب التضامن الإسلامي الأولى.
- 2003-2011م عضو مجلس أمناء أكاديمية النادي الأهلي.
- 2010م عضو اللجنة التنفيذية المنظمة لندوة الجنادرية 25 (الأزمة المالية العالمية والاقتصاديات الوطنية).
- 1429 هـ عضو مجلس إدارة مكتب الزمازمة الموحد.
- 2011م عضو الجمعية العمومية للاتحاد الرياضي للجامعات السعودية.
- 2011م مراقب في الدورة الخامسة عشر بمنتدى 2000 ببراغ بعنوان «الديمقراطية وسلطة القانون» – براغ.
- 2015م عضو هيئة تحرير المجلة الدولية لإدارة الأزمات (IJEM).

## المؤلفات والبحوث
- دراسة الجدوى الاقتصادية لمطارات الشمال.[2]
- دراسة دالة الطلب على خدمات الإسكان من المعتمرين بمكة المكرمة والزوار في المدنية المنورة خلال شهر رمضان.
- دراسة ظاهرة المتخلفين بالمشاعر.
- دراسة استطلاعية لنظام استقبال الحجاج بمطار الملك عبد العزيز الدولي.
- دراسة الإحصائيات الأساسية والخصائص السكانية لحج عام 1411هـ.
- دراسة تحليلية مختصرة عن ظاهرة الافتراش.
- دراسة اقتصاديات حجاج الداخل.
- دراسة الجدوى الاقتصادية لانتقال مصنع المكرونة للمدنية الصناعية بجدة.
- عرض لدور القطاع الخاص في المملكة في تمويل مشاريع البنية الأساسية.
- السوق الإسلامية المشتركة المعوقات والحلول.
- تغير النظام المحلي بمدينة جدة السعودية نتيجة للسيول.
- الآثار الاقتصادية لمنهج الاعتدال 2010م.

## الندوات والمؤتمرات
- 2000م كاتب السيناريو التاريخي لمهرجان صيف المدينة المنورة.
- 2003م عضو اللجنة المنظمة ورئيس اللجنة التنفيذية ورئيس الجلسة السادسة لندوة أبحاث الحج إسكان.
- 2003م رئيس الجلسة الأولى ندوة دورة الصداقة السابعة لكرة القدم.
- 2005م متحدث معرض جدة للكتاب.
- 2004م متحدث رئيس معرض سكراكس.
- 2007م ورقة عمل عن دور الأكاديميات في تطوير الرياضة-دبي.
- ورقة عمل لملتقى الجودة 12 لشركة الكهرباء عن معايير الجودة لدى أكاديمية النادي الأهلي.
- 2008م عضو اللجنة العلمية ورئيس الجلسة الرابعة بمنتدى جدة الاستشاري.
- 2009م عضو اللجنة العلمية لمنتدى جدة التجاري الأول.
- 2010م رئيس اللجنة العلمية لمنتدى جدة التجاري الثاني.
- 2010 متحدث رئيسي للمؤتمر الخليجي الأفريقي – الرياض.
- 2011 ورقة عمل للاجتماع الثالث لعمداء كليات التجارة وإدارة الأعمال العربية عن تجربة كلية الاقتصاد والإدارة – الأردن.
- 2011 رئيس لجنة التوصيات للاجتماع الثالث لعمداء كليات التجارة وإدارة الأعمال العربي المنعقدة بجامعة اليرموك.
- 2011 ورقة عمل للجمعية الدولية لإدارة الأزمات بعنوان "استمرارية الأعمال بمدينة جدة.
- 2011 عضو اللجنة العلمية لمنتدى جده للموارد البشرية.
- عضو مجلس مركز القادة.
- عضو لجنة مقترح إنشاء أكاديمية لإدارة الكوارث والأزمات

## وصلات خارجية
- موقع مجلس الشورى السعودي الرسمي.
- معرض صور مجلس الشورى السعودي.